# DS484
DS484 er en dansk standard for informationssikkerhed, som løbende bliver opdateret.
Sidst reviderede standard har betegnelsen DS484:2005, som er opbygget på grundlag af den internationale standard ISO , ISO 27001. Begge standarder er baseret på ISO 17799 og anerkendes af British Standard BS7799.
Folketinget besluttede i 2004 at indføre åbne standarder i alle statslige institutioner, her var sikkerhedsreglementet DS484 med i pakken. 
Inden 1. januar 2008 skal standarden være indført i alle dele af staten. Regeringen har nu (primo 2010) besluttet, at de statslige institutioner også kan anvende den internationale standard, ISO 27001, i stedet for den nuværende sikkerhedsstandard, DS 484. Skiftet til ISO 27001 skal senest gennemføres, når revisionen af ISO 27001 er færdig, formentlig i 2013.
Det er ikke pålagt de danske kommuner at anvende standard DS484, men flere kommuner anvender den og andre påtænker at implementere standarden.

## Ekstern henvisning
- ISO 27001

| Samfund | Spire Denne samfundsartikel er en spire som bør udbygges. Du er velkommen til at hjælpe Wikipedia ved at udvide den. |